# Petrie-Krone

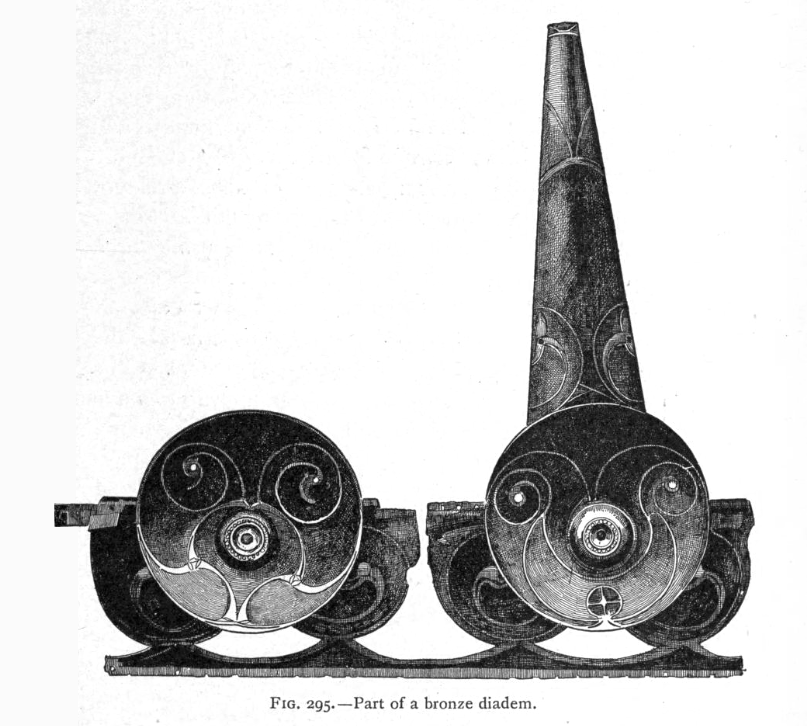
Petrie-Krone

Die im County Cork in Irland entdeckte Petrie-Krone (englisch Petrie Crown) ist nach ihrem früheren Besitzer, dem irischen Antiquar und Archäologen George Petrie (1790–1866) benannt. Zusammen mit dem Hort von Broighter ist sie ein Meisterwerk der frühkeltischen Metallkunst der Eisenzeit (etwa 100 v. bis 200 n. Chr.) Irlands. Sie sind eines von zwei Beispielen für gehörnte Kopfbedeckungen aus dieser Zeit, das andere sind die Cork-Hörner. 
Die Petrie-Krone wurde im La-Tène-Stil aus etruskischen und griechischen Formen geschaffen. Das exquisite Stück zeigt das sich symmetrisch wiederholende Design, das bei den Künstlern der Hallstatt- und Latènezeit gleichermaßen beliebt war. Die Petrie-Krone besteht aus Bronzestücken, die mit Nieten verbunden sind. Ein runder Bronzering bildet die Basis, an dessen Umfang eine Anzahl konkaver Rondelle oder Scheiben befestigt ist, die mit Triskelen oder Spiralen mit Vogelköpfen und Perlen verziert sind. Neben den Scheiben gibt es einen angenieteten Satz aus kelchförmigen Bronzestücken und ein einzelnes hohlkegelförmiges Horn (Markierungen zeigen, dass ein zweites Horn Teil des ursprünglichen Arrangements war). Das Horn scheint aus einem Bronzeblech geschnitten worden zu sein, bevor es in Form gebracht wurde. Die Vogelformen auf dem Kegel waren ursprünglich mit rotem Cloisonné-Email gefüllt, ebenso die Buckel auf den Scheiben, von denen einer noch seinen Emaillezapfen hat.
Die Petrie-Krone – die von einigen Gelehrten nicht als Kopfschmuck betrachtet wird – war Teil einer Sammlung von Artefakten der keltischen Kultur, die dem irischen Antiquar, Archäologen und Künstler George Petrie gehörte. Sein Fachwissen über irische Archäologie und Architektur, insbesondere sein Buch „The Round Towers of Ireland“ brachte ihm den Beinamen „Vater der irischen Archäologie“ ein. Die Petrie-Krone befindet sich im National Museum of Ireland.
Andere Beispiele keltischer Metallarbeit sind der Ardagh-Kelch, der Derrynaflan-Kelch, der Belt Shrine von Moylough.